# محسن بن حسين بن حسن بن أبي نمي
محسن بن حسين بن حسن بن أبي نمي كان شريف (أمير) مكة وحاكم الحجاز بالشراكة مع أبو عون إدريس بن حسن بن أبي نمي من عام 1603 إلى عام 1624، ثم بشكل مستقل من عام 1624 إلى عام 1628.
وُلِد محسن في جمادى الأولى سنة 984 هـ (آب/أيلول 1576م). نشأ على يد عمه أبي طالب بن الحسن.
وبعد وفاة الشريف أبي طالب في جمادى الآخرة سنة 1012 هـ (تشرين الثاني 1603م)، انتخب أشراف مكة إدريس بن الحسن أميرًا، وأخيه فهيد بن حسن وابن أخيه محسن أميرين مشاركين. وقد ضم فهيد ومحسن إلى الدعاء مع إدريس في الخطبة، وأُعطيا معًا ربع دخل الإمارة. وقد أقر السلطان أحمد الأول تعيين الأشراف الثلاثة، وأرسل مرسومًا قُرئ في المسجد الحرام يوم الأربعاء 11 صفر 1013 هـ (7 تموز 1604م).
في أواخر ربيع الثاني 1019 هـ (تموز 1610)، خلع الشريفان إدريس ومحسن الشريف فهيد.
وفي يوم الخميس 4 محرم 1034 هـ (16 تشرين الأول 1624م) عزل الأشراف إدريس وأعلنوا محسن أميرًا وحيدًا على مكة. حصل محسن على مرسوم رسمي من السلطان مراد الرابع في رمضان (حزيران 1625).
وفي منتصف رمضان 1037هـ (أيار 1628م) سلم محسن الإمارة لأحمد بن عبد المطلب، ثم غادرها إلى اليمن. توفي قرب صنعاء في 6 رمضان 1038هـ (29 نيسان 1629م). دُفن في صنعاء، وبُنيت على قبره قبة.